# Chantay Savage
Chantay Savage (Chicago, 16 luglio 1971) è una cantautrice statunitense.

## Biografia
Prima di firmare un contratto discografico, Chantay Savage ha iniziato la sua carriera musicale scrivendo canzoni per artisti come CeCe Peniston e Tanya Blount. Nel 1993 il suo singolo Betcha'll Never Find ha raggiunto la 70ª posizione della Billboard Hot 100, mentre tre anni più tardi una sua cover di I Will Survive si è spinta fino alla 24ª e alla 12ª della Official Singles Chart britannica. Quest'ultimo singolo è stato inoltre certificato disco d'oro negli Stati Uniti. Sempre nel 1996 il suo secondo album I Will Survive (Doin' It My Way) si è piazzato alla numero 106 della Billboard 200.

## Discografia

### Album in studio
- 1993 – Here We Go...
- 1996 – I Will Survive (Doin' It My Way)
- 1999 – This Time

### Singoli

#### Come artista principale
- 1993 – If You Believe
- 1993 – Betcha'll Never Find
- 1994 – Don't Let It Go To Your Head
- 1994 – Give It to Ya
- 1996 – I Will Survive
- 1996 – Baby: Drive Me Crazy
- 1999 – Come Around
- 1999 – My Oh My
- 2020 – Tear It Down (feat. Shawnna)

#### Come artista ospite
- 1992 – I Gotta Hold On You (Maurice Joshua feat. Chantay Savage)
- 1992 – Let's Get Intimate (Body 2 Body feat. Donell Rush e Chantay Savage)
- 1994 – It's a Summer Thang (M-Doc feat. Chantay Savage)
- 1997 – Reminding Me (Of Sef) (Common feat. Chantay Savage)